# Dexia melanocera
Dexia melanocera là một loài ruồi trong họ Tachinidae.